# Begonia aceroides
Espèce
Synonymes
- Begonia burkillii Irmsch.[1]

Begonia aceroides est une espèce de plantes à fleurs de la famille des Begoniaceae. Ce bégonia tubéreux est originaire de Thaïlande.

## Description
Chez ce bégonia tubéreux, la feuille est plaquée au rocher. Asymétriques comme chez la plupart des bégonias, les feuilles sont de forme ovoïde, de couleur verte, à bords échancrés entre les nervures principales et à larges dentelures. C'est ce qui fait penser aux feuilles d'érable et explique le nom de l'espèce. Les nervures sont palmées et les pétioles poilus. 

## Répartition géographique
Cette plante est originaire de Thaïlande.

## Classification
Begonia aceroides fait partie de la section Diploclinium du genre Begonia, famille des Begoniaceae. L'espèce a été décrite en 1953 par le botaniste allemand Edgar Irmscher (1887-1968) et l'épithète spécifique, aceroides, signifie « qui ressemble à l'érable (Acer) ».
Synonymie : Begonia burkillii Irmsch. est un synonyme illégitime, à ne pas confondre avec un autre nom valide, Begonia burkillii Dunn, qui correspond à une espèce distincte.
Publication originale : Botanische Jahrbücher für Systematik, Pflanzengeschichte und Pflanzengeographie 76: 100. 1953.